# Werner Mey
Werner Mey (* 20. Dezember 1908 in Ortelsburg, Masuren; † 31. Mai 1985 in Bremen) war ein deutscher Richter.

## Leben
Mey war Sohn des Bürgermeisters von Ortelsburg. Er studierte ab dem Sommersemester 1927 an der Albertus-Universität Königsberg Rechtswissenschaft. Wie ein Jahr zuvor sein älterer Bruder Horst Mey renoncierte er beim Corps Masovia. Seit 1931 Referendar, wurde er 1935 in den Königsberger Justizdienst übernommen und als Gerichtsassessor am Oberlandesgericht Königsberg eingestellt. Er wechselte später in die richterliche Laufbahn der Wehrmacht und war bei Kriegsende Stabsrichter. Die Nachkriegszeit in Deutschland überstand er als Bauhilfsarbeiter und Rechtsberater eines größeren Betriebes. Am 15. Februar 1951 trat er als Richter in den Bremischen Justizdienst. Zwei Jahre später wurde er als Hilfsrichter an das Hanseatische Oberlandesgericht in Bremen berufen. Dort war er vor allem im Strafsenat tätig. Er wurde 1955 zum Oberlandesgerichtsrat und am 1. Juli 1960 zum Senatspräsidenten und Vorsitzenden eines Zivilsenats befördert. Im April 1964 übernahm er den Vorsitz im Strafsenat und im IV. Zivilsenat. Am 1. März 1969 zum Vizepräsidenten des Oberlandesgerichts ernannt. Seit 1959 war er außerdem als Prüfer für die Große juristische Staatsprüfung  beim Gemeinsamen Prüfungsamt in Hamburg tätig, in den letzten beiden Jahren als Vorsitzender einer Prüfungskommission. 1973 trat er in den Ruhestand. Zur Verabschiedung sprach Bremens Justizsenator Wolfgang Kahrs. Die Bremische Bürgerschaft wählte ihn am 16. Dezember 1971 (8. Legislaturperiode) als stellvertretendes Mitglied in den Staatsgerichtshof der Freien Hansestadt Bremen. Zum 1. Januar 1974 schied er aus.